# Oleg Saveliev
Pour les articles homonymes, voir Saveliev.
Oleg Genrikhovitch Saveliev (en russe : Олег Генрихович Савельев), né le 27 octobre 1965 à Saint-Pétersbourg, est un politicien russe et homme d'état.
Il a servi comme ministre des Affaires de Crimée (en) (31 mars 2014–15 juillet 2015) et adjoint du ministre du Développement économique (2008–2014) du gouvernement de la fédération de Russie,.
Il a le grade civil de conseiller d'État effectif de la fédération de Russie de 1re classe.

## Biographie
Oleg Saveliev est né le 27 octobre 1965 à Leningrad.
En 1988, il est diplômé de la faculté de radiophysique de Institut polytechnique de Leningrad .